# Mycetoma sapporense
Mycetoma sapporense is een keversoort uit de familie winterkevers (Tetratomidae). De wetenschappelijke naam van de soort werd in 1991 gepubliceerd door Takehiko Nakane.